# 2Pacalypse Now
2Pacalypse Now是美國饒舌歌手圖帕克·夏庫爾的第一張專輯，於1991年11月12日由新視鏡唱片發布。專輯共有三首單曲：Trapped、Brenda's Got a Baby以及If My Homie Calls。1995年4月19日，2Pacalypse Now獲得美国唱片业协会金奖。为了纪念2Pacalypse Now獲獎25周年，2016年11月11日，2Pacalypse Now的黑胶和卡带再度發行。